# Lycaena cupreus
Lycaena cupreus is een vlinder uit de familie van de Lycaenidae. De wetenschappelijke naam van de soort is voor het eerst geldig gepubliceerd in 1870 door William Henry Edwards.

## Ondersoorten
- Lycaena cupreus cupreus
- Lycaena cupreus snowi (Edwards, 1881)
- Lycaena cupreus lapidicola Emmel & Pratt, 1998